# Chagres

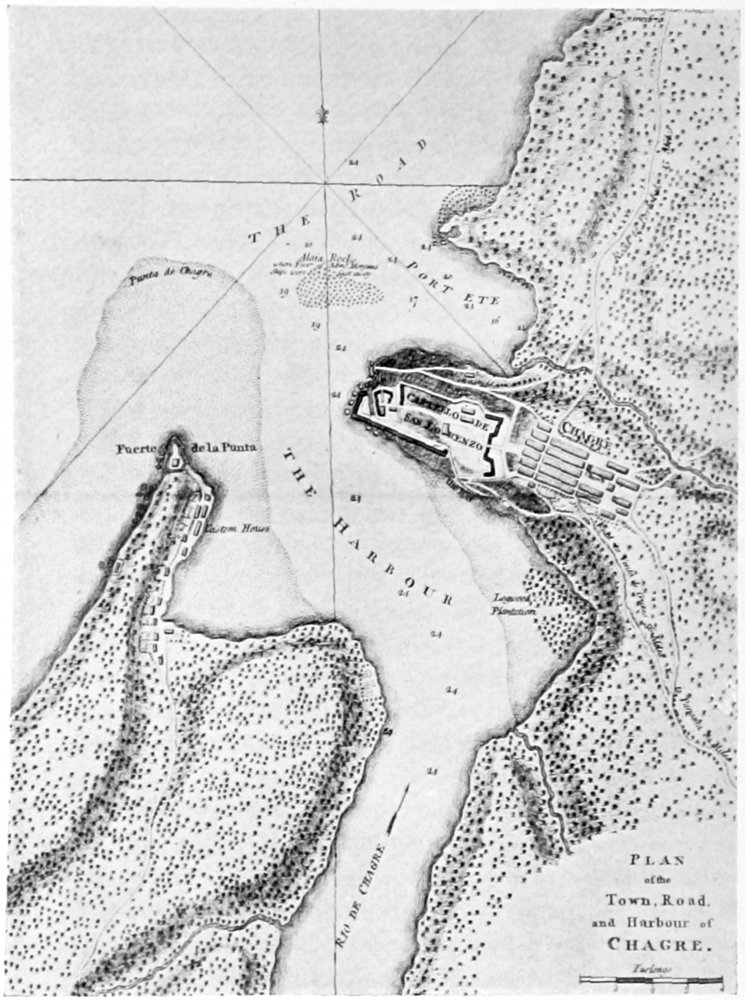
Chagres nel 1739 circa

Chagres è una città fantasma della Provincia di Colón, nella repubblica di Panama alla foce del fiume omonimo e molto vicina alla città di Portobello.

## Storia
Esso ha un porto di difficile accesso, che fu scoperto da Cristoforo Colombo nel 1502 e fu aperto al traffico quello della città di Panamá, sulla costa del Pacifico, ad essa collegato grazie al corso del fiume Chagres.
Fin dalla sua fondazione in mani spagnole, nel 1671 fu occupata e saccheggiata dai pirati di Henry Morgan che espugnò la vicina, munitissima fortezza di San Lorenzo di Chagres.
Nel novembre del 1739 fu occupata dagli inglesi del vice ammiraglio Vernon nel corso della cosiddetta guerra dell'orecchio di Jenkins (1739 – 1742), ma subito dopo tornò agli spagnoli.
Con il declino della vicina Portobello nel XVIII secolo, Chagres divenne il porto principale sull'atlantico dell'istmo di Panama e raggiunse la sua massima importanza durante la grande corsa all'oro del 1849 (ed anni immediatamente seguenti), quando i cercatori attraversavano l'istmo per reimbarcarsi nel porto di Panamá diretti in California.
Con il completamento della ferrovia di Panamá, avvenuto nel 1855, il traffico fu dirottato su Colón, capolinea atlantico della ferrovia, e Chagres decadde fino a divenire un povero villaggio di capanne. Gli ultimi abitanti nel 1916 furono trasferiti nel nuovo centro di Nuevo Chagres.